# 勒弗勒格拉特山
47°01′08″N 12°09′52″E / 47.018900°N 12.164374°E

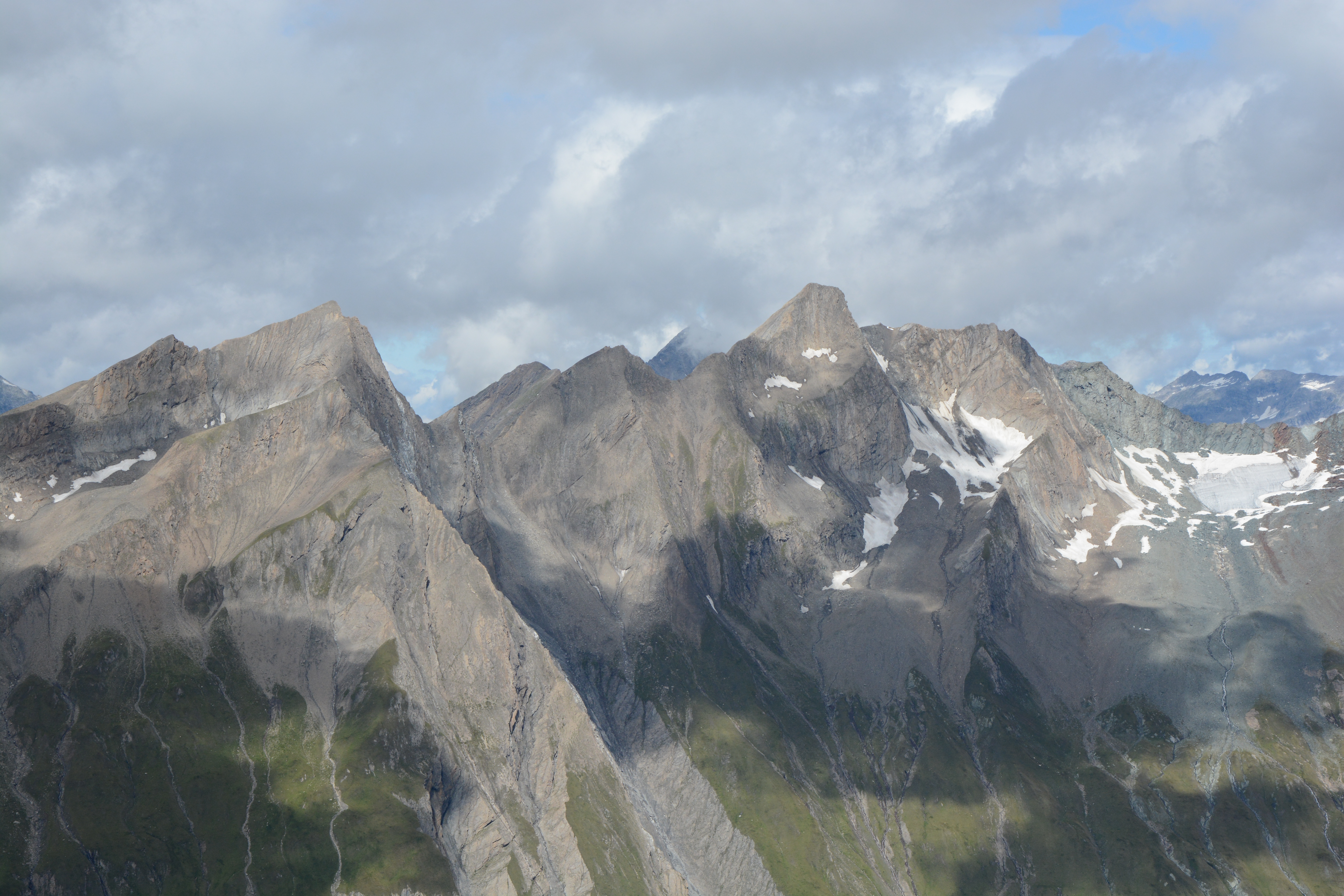

勒弗勒格拉特山（德語：Löfflergrat），是中歐的山峰，位於奧地利和意大利接壤的邊境，屬於維內迪傑山脈的一部分，海拔高度3,132米，人類在1878年7月25日首次登頂。